# David Archard
David William Archard (ur. 19 stycznia 1951) – brytyjski filozof i etyk, profesor emeritus na Queen’s University Belfast. W latach 1969–1972 studiował na Uniwersytecie Oksfordzkim w kolegium Corpus Christi. W latach 1972–1976 studiował w London School of Economics, gdzie w 1976 r. uzyskał PhD.

## Publikacje
- David Archard (1980). Marxism and Existentialism: The Political Philosophy of Jean-Paul Sartre and Maurice Merleau-Ponty. Belfast: Blackstaff Press. (Second edition 1992.)
- David Archard (1984). Consciousness and Unconscious. London: Hutchinson.
- David Archard (1993). Children: Rights and Childhood. London: Routledge. (Second edition 2004; third edition 2014.)
- David Archard (1998). Sexual Consent. Oxford: Westview Press.
- David Archard (2003). Children, Family, and the State. Aldershot: Ashgate.
- David Archard (2010). The Family: A Liberal Defence. Basingstoke: Palgrave Macmillan.